# Floricomus setosus
Floricomus setosus är en spindelart som beskrevs av Chamberlin och Ivie 1944. Floricomus setosus ingår i släktet Floricomus och familjen täckvävarspindlar. Inga underarter finns listade i Catalogue of Life.